# Encontro Internacional de Literaturas em Língua Portuguesa
O Encontro Internacional de Literaturas em Língua Portuguesa é um enconto de literatura que se realiza em Belo Horizonte, no estado de Minas Gerais.
No encontro, escritores e especialistas do Brasil, Portugal, Angola, Moçambique, Cabo Verde e Guiné-Bissau discutem a literatura para adultos e a literatura infanto-juvenil em seminários, debates e oficinas.
O evento ocorre concomitantemente ao Salão do Livro de Minas Gerais e é realizado pela Prefeitura de Belo Horizonte, Câmara Mineira do Livro e Secretaria de Estado da Cultura, com toda a programação com entrada franca.